# I Give You the Morning
I Give You the Morning is een lied van Tom Paxton.
"Jag ger dig min morgon" is een cover van Fred Åkerström.. Het lied wordt op een ironische manier ook gebruikt in enkele scènes van de film "Torsk på Tallinn" van Killinggänget (De Killing-gang).  Håkan Hellström op zijn beurt, coverde het lied ook, met een amper gewijzigde tekst.